# Application Specific Standard Product
Pour les articles homonymes, voir ASSP.
Un Application Specific Standard Product ou ASSP est un circuit électronique intégré (micro-électronique) regroupant un grand nombre de fonctionnalités pour satisfaire à une application généralement standardisée : par exemple un ASSP pour GSM issu d'un fabricant unique est utilisé comme circuit de base par différents fabricants de téléphones portables qui se distinguent sur d'autres aspects tels que le logiciel, l'écran, le boîtier, la batterie, etc. Un Application-specific integrated circuit, ou ASIC, est conçu pour un besoin plus particulier (spécifique) qu'un ASSP.